# Fausto Bertinotti

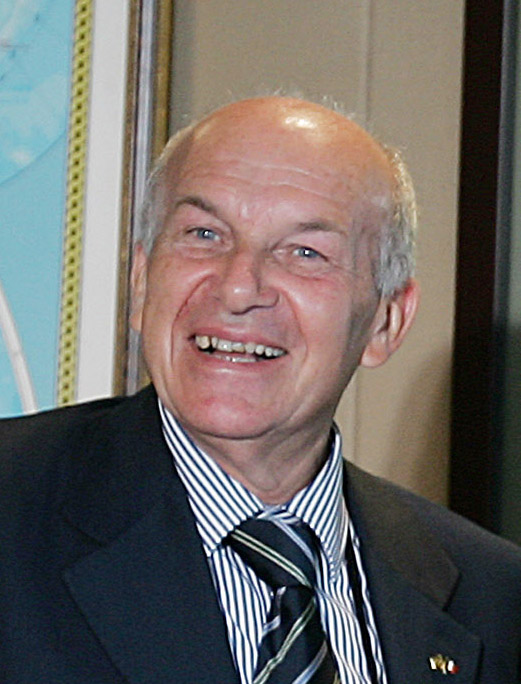
Fausto Bertinotti, 2007

Fausto Bertinotti (* 22. März 1940 in Mailand) ist ein ehemaliger italienischer kommunistischer Politiker.
Bertinotti war von 1994 bis 2006 nationaler Sekretär der Partei der kommunistischen Neugründung (Partito della Rifondazione Comunista) und bis November 2007 Vorsitzender der Europäischen Linkspartei. Er war Mitglied des Europäischen Parlaments. Zwischen Mai 2006 und April 2008 war er Präsident der italienischen Abgeordnetenkammer.
Nach der Niederlage des linken Wahlbündnisses La Sinistra – L’Arcobaleno, als dessen Spitzenkandidat er bei den italienischen Parlamentswahlen 2008 angetreten war und das mit 3,1 bis 3,2 % der abgegebenen Stimmen den Einzug in beide Parlamentskammern verfehlte, kündigte Bertinotti seinen vollständigen Rückzug aus der Politik an.

## Politische Tätigkeit

### In PSIUP und PCI
Der in Mailand als Sohn eines Lokomotivführers aufgewachsene Bertinotti widmete sich nach einem Ingenieurstudium der gewerkschaftlichen Arbeit (anfangs in der Textilindustrie). 1964 trat er in die Sozialistische Partei (PSI) ein, von deren linkem Flügel sich noch im selben Jahr die Sozialistische Partei der proletarischen Einheit (PSIUP) abspaltete, der Bertinotti in den folgenden Jahren angehörte. Die PSIUP knüpfte an radikale Traditionen des italienischen Linkssozialismus an, nahm Impulse des Operaismus in sich auf und beteiligte sich an der Fabrikrätebewegung nach 1968. Bei den Wahlen 1968 erreichte die Partei 4,45 %; 1972 fiel sie auf unter 2 Prozent. In der Folge dieser Wahlergebnisse trat 1972 die Mehrheit der Mitglieder, darunter auch Bertinotti, zur großen kommunistischen PCI über. In ihr stand Bertinotti dem ehemaligen Chefredakteur der Parteizeitung L’Unità und zeitweiligen Parlamentspräsidenten Pietro Ingrao nahe, der seinerseits stark von der undogmatischen neuen Linken beeinflusst war und einen Gegenpol sowohl zur zum Reformismus tendierenden Parteimehrheit als auch zu den „moskautreuen“ Traditionalisten um Armando Cossutta bildete. Bertinotti machte keine Parteikarriere, sondern arbeitete weiter im kommunistischen Gewerkschaftsverband CGIL, in dessen Führungsspitze er in den 80er Jahren aufstieg.
Als im Februar 1991 der letzte Parteitag der PCI mit Zweidrittelmehrheit die Umwandlung in die Demokratische Partei der Linken (PDS) beschloss, gehörte Bertinotti zu den Gegnern des Abschieds vom Kommunismus. Dennoch blieb er wie sein Mentor Ingrao zunächst Mitglied der Nachfolgepartei PDS, da er in deren breiter Massenbasis bessere Ausgangsbedingungen der politischen Arbeit sah als in der von Armando Cossutta gegründeten Rifondazione comunista (PRC). In der CGIL stand Bertinotti an der Spitze der linksoppositionellen Strömung Essere sindacato.

### Seiteneinstieg in die Rifondazione comunista
1993 verließ Bertinotti die PDS und trat der PRC bei. Anfang 1994 wurde er als „Seiteneinsteiger“ deren nationaler Sekretär und stand als solcher an der Seite des Parteivorsitzenden Cossutta. In den folgenden Jahren übernahm Bertinotti mehr und mehr die Führung der Partei.

### Kooperation und Bruch mit der Regierung der linken Mitte
Als 1996 der parteilose Romano Prodi mit dem neuen Parteienbündnis Ulivo (Olivenbaum) aus PDS, ehemaligen linken Christdemokraten und Linksliberalen eine linke Regierung bildete, die allerdings im Parlament die absolute Mehrheit verfehlte, beschloss eine breite Mehrheit der PRC um Bertinotti und Cossutta, dem Ulivo durch Tolerierung ohne direkten Beitritt die Regierungsbildung zu ermöglichen. Ab 1997 kam es jedoch zu wachsenden Spannungen über Arbeitszeitverkürzung und deregulierende und flexibilisierende Maßnahmen. Im November 1998 setzte Bertinotti im Nationalen Politischen Komitee der PRC seinen Antrag durch, der Regierung die Zustimmung zu ihrem Haushaltsentwurf zu verweigern, während Cossutta mit dem Hinweis auf die drohende Gefahr einer neuen rechten Regierung unter Silvio Berlusconi dafür plädierte, trotz aller Bedenken den Ulivo weiter zu unterstützen. Cossutta verließ nach seiner Abstimmungsniederlage mit seinen Anhängern die PRC und gründete die Partei der italienischen Kommunisten (PdCI). Das Abstimmverhalten der PRC führte zum Bruch der Regierung Prodi, zu Neuwahlen und zu einer Neuauflage der Regierung Berlusconi.

### Die „Bewegung der Bewegungen“
Infolge des Bruchs mit der Ulivo-Regierung stand die PRC unter Bertinotti lange Zeit isoliert und von allen Seiten angefeindet alleine da. Bertinotti versucht die PRC inhaltlich neu auszurichten. Die Partei soll den Schulterschluss mit der sich formierenden Bewegung gegen die neoliberale Globalisierung suchen. An den Massenprotesten gegen den G8-Gipfel in Genua im Juli 2001 nahm die PRC teil und unterstützte die nachfolgende Radikalisierung der Gewerkschaftsbewegung.
Auf dem V. Parteitag der PRC im April 2002 wurde Bertinotti mit 88 Prozent der Delegiertenstimmen im Amt des nationalen Sekretärs bestätigt. Die PRC bekräftigte den Willen zur gleichberechtigten Zusammenarbeit mit allen Kräften der „Bewegung der Bewegungen“ gegen Neoliberalismus und Krieg. Gleichzeitig zeigte sich, dass erhebliche Bevölkerungsteile, gerade auch in den Gewerkschaften, von der PRC die Mitwirkung an einer linken Regierung erwarteten, die Berlusconi ablösen können würde.

### Neue Kooperation mit der Reformlinken
Ab Ende 2002 leitete Bertinotti eine Wiederannäherung an die Linksdemokraten (die PDS hat sich inzwischen in DS umbenannt) ein, wobei er sich auf die innerhalb der DS laut werdenden Forderungen nach einem schärfer linken Profil stützte. Hatte Bertinotti 1997 in seinem Buch Le due sinistre, das den Bruch mit der Regierung vorbereitete, noch den Gegensatz zwischen einer „liberalen“, den Kapitalismus als unhintergehbare Grundlage akzeptierenden Linken und der „antagonistischen“, dessen Überwindung anstrebenden betont, so argumentierte er nun, dass der wachsende Druck sozialer Bewegungen und die zunehmend kämpferische Haltung der Gewerkschaften innerhalb der gemäßigten Linken eine Tendenz nach links hervorrufe, durch die wieder ein gemeinsames Handeln möglich und notwendig werde.
Im Laufe des Jahres 2004, als das Abschneiden der PRC bei der Europawahl (6,3 Prozent) Bertinottis Kurs bestätigte, signalisierte er mehrfach die Bereitschaft der PRC, sich an einer künftigen Mitte-links-Regierung zu beteiligen. Dabei forderte er, dass die inhaltlichen Streitfragen im Geiste einer partizipativen Demokratie unter Beteiligung sozialer Bewegungen geklärt werden sollten. Dies brachte ihm wachsende innerparteiliche Kritik von Teilen der PRC ein, die entweder eine Regierungsbeteiligung generell ablehnten oder aber forderten, durch Schärfung des programmatischen Eigenprofils klare Bedingungen für eine Regierungszusammenarbeit mit der gemäßigten Linken zu stellen, statt ihr, wie man Bertinotti vorwarf, einen Blankoscheck auszustellen. Schließlich wurde Bertinotti ein autokratischer Führungsstil angelastet; es häuften sich Klagen, dass Bertinotti die politische Linie der PRC unter Übergehung der Parteigremien und -basis über Interviews in bürgerlichen Tageszeitungen bekannt gebe.

### Europäische Einigung der Linken
Seit langem weist Bertinotti auf die Notwendigkeit einer europäischen Einigung der Linken hin, um dem „neoliberalen Europa der EU-Kommission und der Maastricht-Verträge“ ein „anderes Europa“ entgegensetzen zu können. Er setzte sich deshalb für die Gründung der Partei der Europäischen Linken ein, die ihn auf ihrem Gründungskongress in Rom im Mai 2004 einstimmig zum Vorsitzenden wählte. Auch dieser Schritt war innerhalb der PRC umstritten; Widerstand kommt vor allem vom traditionelleren, „orthodoxen“ Parteiflügel.

## Veröffentlichungen
Bertinotti ist Autor mehrerer Buchveröffentlichungen (viele davon in Form von Gesprächen mit seinem langjährigen Weggefährten Alfonso Gianni).
- La Camera dei lavori. Ediesse, Rom, 1987
- La democrazia autoritaria. Datanews, Rom, 1991
- Tutti i colori del rosso (a cura di Lorenzo Scheggi Merlini). Sperling & Kupfer, Mailand, 1995
- Le due sinistre (con Alfonso Gianni). Sperling & Kupfer, Mailand, 1997
- Pensare il '68 (con Alfonso Gianni). Ponte alle Grazie, Mailand, 1998
- Le idee che non muoiono (con Alfonso Gianni). Ponte alle Grazie, Mailand, 2000
- Per una pace infinita (con Alfonso Gianni). Ponte alle Grazie, Mailand, 2002

## Ehrungen
Im Januar 2005 verlieh die linksliberale Tageszeitung Il nuovo riformista Bertinotti den „Oscar der Politik“ für das Jahr 2004 und begründete dies damit, dass er durch seine Absage an jeden Terrorismus und sein Eintreten für Gewaltfreiheit als Leitlinie sozialer Bewegungen mit den Grundlagen des Kommunismus gebrochen habe – ein Lob, das Teile der PRC und der orthodoxen Linken als Beweis dafür auffassten, dass Bertinotti sich erfolgreich dem Gegner anbiedere und auf Applaus von der falschen Seite setze.